# Muzeum Ojcowskiego Parku Narodowego
Ekspozycja Przyrodnicza Ojcowskiego Parku Narodowego w Ojcowie, dawniej Muzeum Przyrodnicze im. Władysława Szafera – muzeum, działające w ramach Ojcowskiego Parku Narodowego, położone w Ojcowie

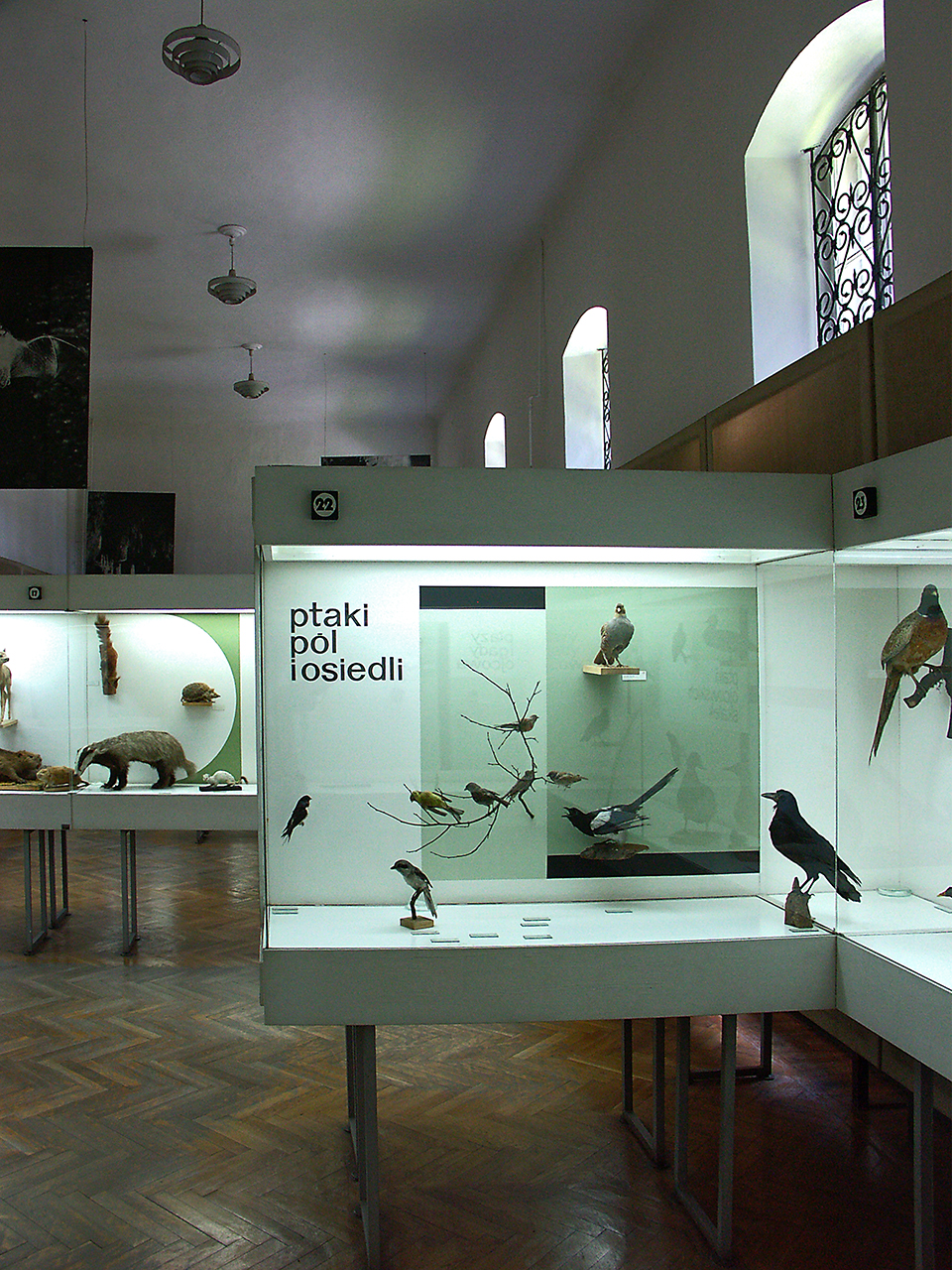
Fragment ekspozycji muzeum przed przebudową

Muzeum powstało w 1965 roku, a jego pierwszą siedzibą była willa „Jadwiga” (obecnie siedziba dyrekcji parku). W 1972 roku została przeniesiona do budynku dawnego „Hotelu pod Łokietkiem”. W latach 1978–79 powiększono istniejącą ekspozycję. W pierwotnym kształcie funkcjonowała ona do końca lutego 2008 roku, kiedy to rozpoczęto realizacje nowej wystawy; równolegle prowadzone były prace remontowe w budynku dawnego hotelu. Realizacja inwestycji została zakończona w styczniu 2010 roku, natomiast dla zwiedzających wystawa została udostępniona w kwietniu tegoż roku. Zmieniono wówczas nazwę placówki – Muzeum im. prof. Władysława Szafera zastąpiono Centrum Edukacyjno-Muzealnym Ojcowskiego Parku Narodowego.
Aktualnie w ramach ekspozycji prezentowane są eksponaty związane z terenem Doliny Prądnika i obejmujące ich faunę i florę (także tę prehistoryczną), geologię (w ramach wystawy zrekonstruowano jaskinię), hydrologię, klimat oraz zagadnienia ochrony środowiska. Ponadto znajdują się tu zbiory związane z osadnictwem ludzkim na tych terenach, sięgającym okresu 120 tys. lat oraz pamiątki po profesorze Władysławie Szaferze.
Muzeum jest obiektem całorocznym, wstęp jest płatny.